# Concertul pentru pian nr. 5 (Beethoven)
Concertul pentru pian nr. 5 în Mi bemol major, Op. 73, al lui Ludwig van Beethoven, cunoscut în special sub numele de Concertul Imperial, a fost ultimul său concert pentru pian. A fost compus la Viena între 1809 și 1811 și a fost dedicat Arhiducelui Rudolf von Habsburg-Lothringen, patronul și elevul lui Beethoven. Premiera concertului a avut loc pe 28 noiembrie 1811 la Gewendhaus în Leipzig sub bagheta lui Johann Philipp Christian Schulz, solist fiind Friedrich Schneider. Premiera vieneză a concertului a avut loc pe 12 februarie 1812 în interpretarea lui Carl Czerny, un alt elev al lui Beethoven.
Numele de Imperialul nu îi aparține lui Beethoven, ci lui Johann Baptist Cramer, editorul publicării engleze a concertului. Concertul are o durată de aproximativ 40 de minute.

## Instrumentație
Concertul este orchestrat pentru pian solo, două flauturi, două oboaie, două clarinete în Si bemol, două fagoturi, doi corni, două trompete, timpane în Mi bemol și Si bemol și coarde.

## Structură
Concertul este structurat în trei părți:
1. Allegro în Mi bemol major
2. Adagio un poco mosso în Si major
3. Rondo: Allegro ma non troppo în Mi bemol major

La fel ca și în cazul celorlalte concerte ale lui Beethoven din această perioadă, prima parte a lucrării este destul de lungă, având o durată de aproximativ 20 de minute (Concertul pentru vioară are cea mai lungă primă parte, de 25 de minute).

### I. Allegro
În ciuda utilizărilor de acorduri simple, inclusiv o temă secundară construită aproape integral folosind note și acorduri tonice și dominante, prima parte este plină de transformări tematice complexe. Când pianul introduce prima temă materialul expozițional este repetat prin variațiuni, figurații virtuoze și armonii modificate. A doua temă demarează în tonalitatea neobișnuită de Si minor înainte să fie interpretată în Si major și mai târziu în tonalitatea așteptată de Si bemol major câteva măsuri mai târziu.
După introducere partea urmărește structura de sonată cu trei teme pentru un concert, tipic pentru Beethoven. Introducerea orchestrală este o introducere tipică cu două teme în formă de sonată, dar a doua introducere cu pianul are o a treia temă triumfătoare și virtuoză la final care aparține exclusiv instrumentului solo. Beethoven a procedat astfel în multe dintre concertele sale. Coda de finalul părții este destul de lungă și din nou, tipic pentru Beethoven, utilizează prima temă deschisă și îi conferă o concluzie satisfăcătoare.

### II. Adagio un poco mosso
A doua parte în Si major, în contrast standard cu prima parte, este calmă și reflexivă. Tranziția spre partea a treia se realizează fără întrerupere când fagotul solo coboară cu un semiton de la Si la Si bemol, nota subdominantă a tonalității tonice de Mi bemol.

### III. Rondo: Allegro ma non troppo
Ultima parte a concertului este un rondo în șapte părți (ABACABA), finalul tipic pentru un concert. Pianul deschide partea cu tema principală, urmat apoi de orchestra întreagă. Secțiunea B a rondoului începe cu game la pian înainte ca orchestra să răspundă din nou. Secțiunea C este mult mai lungă, prezentând tema din secțiunea A în trei tonalități diferite înainte ca pianul să execute o cadență. În loc să se încheie cu intrare puternică din partea orchestrei, trilul ce încheie cadența se pierde până când tema introductivă reapare, interpretată inițial de pian și apoi de orchestră. În ultima secțiune tema trece printr-o variațiune înainte ca lucrarea să se încheie cu o cadență scurtă și un răspuns robust din partea orchestrei.